# Trötthet
Trötthet är en subjektiv upplevelse av energilöshet, kraftlöshet eller orkeslöshet. De bakomliggande neurofysiologiska mekanismerna som orsakar trötthet är inte kända, trots intensiv forskning inom området. Trötthet delas vanligen in i muskulär trötthet, som är känslan av att ens muskler och rörelseapparat är uttröttade, emotionell trötthet, som är ett tillstånd som beskrivs som en känslomässig utmattning med en oförmåga att känna motivation eller starka känslor och kognitiv trötthet som kännetecknas av en subjektiv eller objektiv nedsättning av kognitiva funktioner såsom till exempel minne och koncentrationsförmåga. Trötthet skall inte sammanblandas med det närliggande begreppet sömnighet.

## Mental trötthet eller fatigue
Många neurologiska sjukdomar så som stroke eller andra sjukdomar med neurologisk påverkan kan skapa en mental trötthet (så kallad fatigue). Det går att vila upp sig från den mentala tröttheten. Vid mental trötthet kommer tröttheten mycket snabbare än normalt och den kan uppkomma då hjärnan är mentalt upptagen såsom vid stimuli från stora folkmassor.